# Perollaj
Perollaj – wieś położona w północnej części Albanii w gminie Golaj. Wieś znajduje się 111 kilometrów od stolicy państwa, Tirany.

## Demografia
Według spisu ludności z 1989 roku we wsi Perollaj mieszkało 532 mieszkańców.